# Scybalium fungiforme
Scybalium fungiforme là một loài thực vật ký sinh trong họ Dó đất. Loài này được mô tả lần đầu tiên vào năm 1832 bởi Heinrich Wilhelm Schott và Stephan Endlicher.

## Mô tả
Scybalium fungiforme là một loài thực vật ký sinh ăn rễ của các loài cây khác. Hoa của loài này được mô tả là "vấy máu, màu đỏ và giống nấm". Loài này có lá bắc hình elip. Các cụm hoa được sắp xếp một cách dày đặc. Loài này có cuống hoa hình phễu và đế hoa hình đĩa.
Scybalium fungiforme thường được biết đến ở Brasil với tên gọi "cogumelo-de-caboclo". Các tên khác bao gồm cogumelo-de-sangue, esponja-de-raiz và fel-da-terra.

## Phân loại
Scybalium fungiforme là một loài thực vật ít được biết đến trong họ Dó đất. Đây là một trong bảy loài của họ này được tìm thấy ở Brasil và là một trong hai loài của chi Scybalium được tìm thấy ở Brasil.

## Phân bố
Phạm vi phân bố của loài Scybalium fungiforme bị giới hạn ở các khu rừng Đại Tây Dương ở Trung-Tây và Đông Nam Brasil, đặc biệt là ở các khu rừng có độ cao dưới 1.400 mét (4.600 ft) so với mực nước biển. Loài này được ghi nhận ở các bang sau của Brasil: Espírito Santo, Goiás, Minas Gerais, Paraná, Rio de Janeiro và São Paulo.

## Bảo tồn
Trong một cuộc đánh giá năm 2008 về các loài thực vật của Brasil trong tác phẩm Lista de Ameaça de Flora e Fauna do Estado de Minas Gerais, nó được liệt kê là "loài sắp nguy cấp".

## Lịch sử nghiên cứu

### Quá trình thụ phấn

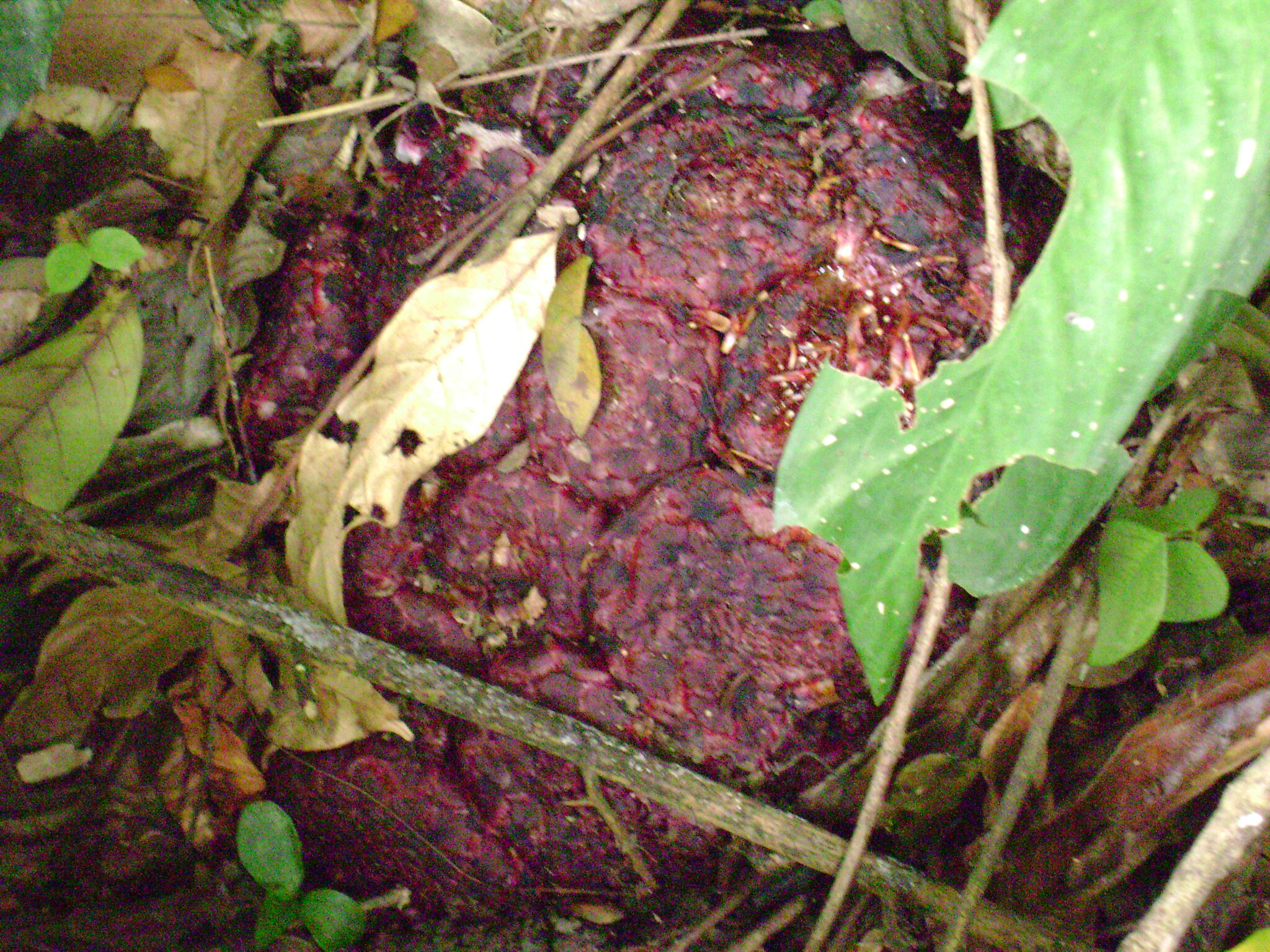
Hoa của loài S. fungiforme với lá bắc dạng vảy màu tím hồng còn nguyên vẹn.

Giả thuyết về việc hoa của loài Scybalium fungiforme được thụ phấn nhờ vào opossum được đưa ra vào những năm 1990 bởi giáo sư Patrícia Morellato của Đại học bang São Paulo. Giả thuyết này được đưa ra là do hoa của loài này được bao phủ bởi các lớp vảy cứng (lá bắc), khiến cho động vật khó có thể thụ phấn hiệu quả cho loài hoa này nhưng opossum có ngón tay cái đối diện nên có khả năng thụ phấn cho loài hoa này nhờ vào sự khéo léo của chúng. Điều này được ghi nhận cùng với việc cấu trúc hoa của loài này giống với các loài thuộc họ Proteaceae ở Úc và Nam Phi có liên quan đến quá trình thụ phấn ở các loài động vật có vú sống về đêm không biết bay với các đặc điểm chung bao gồm màu sắc xỉn của hoa, nở hoa vào ban đêm cùng với sản xuất mật hoa dồi dào và nở hoa ở dưới mặt đất. Bằng chứng trước đây về việc các opossum có mật hoa ở trên miệng không được coi là bằng chứng cho lý thuyết này vì không có ghi chép nào ghi nhận sự thụ phấn trực tiếp từ opossum. Sau này, tiến sĩ Felipe Amorim đã đưa ra giả thuyết rằng do hình thái của hoa nên nó có thể được thụ phấn bởi một loài động vật không biết bay. Các sinh viên của Amorim cũng đã đưa ra giả thuyết rằng sự thụ phấn của cây là nhờ vào các loài gặm nhấm.
Các quan sát tại Khu bảo tồn sinh học Serra do Japi vào tháng 5 năm 2019 đã xác nhận giả thuyết của Morellato. Các máy ảnh được đặt tại địa điểm này đã quan sát được những con opossum (Didelphis aurita) lột bỏ lá bắc của cây trước khi tiêu thụ mật hoa. Chuột cỏ miền núi (Akodon montensis) cũng được ghi nhận là đã đến cụm hoa S. fungiforme. Các nghiên cứu tiếp theo cho thấy rằng có thêm một loài opossum khác (Didelphis albiventris) và chim sẻ (Tachyphonus coronatus) nằm trong số những loài thụ phấn lột bỏ lá bắc khỏi hoa.
Quá trình thụ phấn độc đáo của loài Scybalium fungiforme bắt buộc opossum phải lột bỏ các lá bắc của loài này để tiêu thụ mật hoa của cây. Sau đó, các loài thụ phấn thứ cấp như ong (Apis mellifera, Trigona spinipes), ong bắp cày (Agelaia angulata), và chim ruồi (Thalurania glaucopis) sẽ tiếp cận mật hoa từ hoa đã được lột sẵn. Trong khi hình thái của cây thích hợp với các loài săn mồi trên mặt đất, việc phát hiện ra loài chim ruồi thụ phấn cho cây đã khiến các nhà nghiên cứu ngạc nhiên.